# Elle Bishop
Elle Bishop egy kitalált szereplő a Hősök (Heroes) című televíziósorozatban, akit Kristen Bell alakít. Elle képessége az elektromosság manipuláció, a kezével elektromos kisüléseket képes előidézni. Habár a második évadban nem állandó szereplő, a történet alakulásában fontos szerepe van.
|  | Alább a cselekmény részletei következnek! |

Elle először a "Harcolj, vagy menekülj" című epizódban tűnik fel, amely a sorozat második évadának az ötödik része. Az Írországban található Cork város kikötőjében láthatjuk először, ahol egy munkástól érdeklődik Peter Petrelli holléte felől. Ekkor tudhatjuk meg, hogy a Társaságnak dolgozik, és hogy az "Petert meg akarja védeni a bajtól".
Elle múltjáról bővebben a második évad, "Négy hónappal ezelőtt" című, nyolcadik epizódjában mesél Peternek (ebben az epizódban ismerhetjük meg az első és második évad közötti történéseket). Elle, elmondása szerint, 6 éves korában véletlenül felgyújtotta a nagymamája házát, nyolcéves korában áramkimaradást okozott Ohio 4 megyéjében. Nyolcéves kora óta a Társaság központi épületében él, mióta szociopataként diagnosztizálták, és azóta nem érintkezett a külvilággal. Elle mentálisan instabil, mely a kiskorában, a képessége tesztelésének céljából, végzett kísérletek következménye.
Elle a sorozat íróinak eredeti elképzelése szerint Bob Bishop nevelt lánya, Meredith Gordon vér szerinti lánya, és így Claire Bennet vér szerinti nővére lett volna, azonban ezt később elvetették. A második évad mindössze nyolc epizódjában tervezték szerepeltetni, majd megölték volna, de a sorozat rajongói annyira megkedvelték, hogy mégis megtartották a karaktert. Végül a harmadik évad tizenegyedik részében Sylar megölte, a következő részben pedig felgyújtotta a holttestet.